# Zmařená svatba
Zmařená svatba je „národní“ opera českého skladatele Karla Šebora z roku 1879 na libreto české spisovatelky Marie Červinkové-Riegrové na námět francouzského vaudevillu autorů Adolpha Philippa d'Enneryho (1811-1899) a Adriena Decourcella (1821-1892) Le Petit Pierre. Premiéru měla v pražském Prozatímním divadle dne 25. října 1879.

## Vznik a historie díla

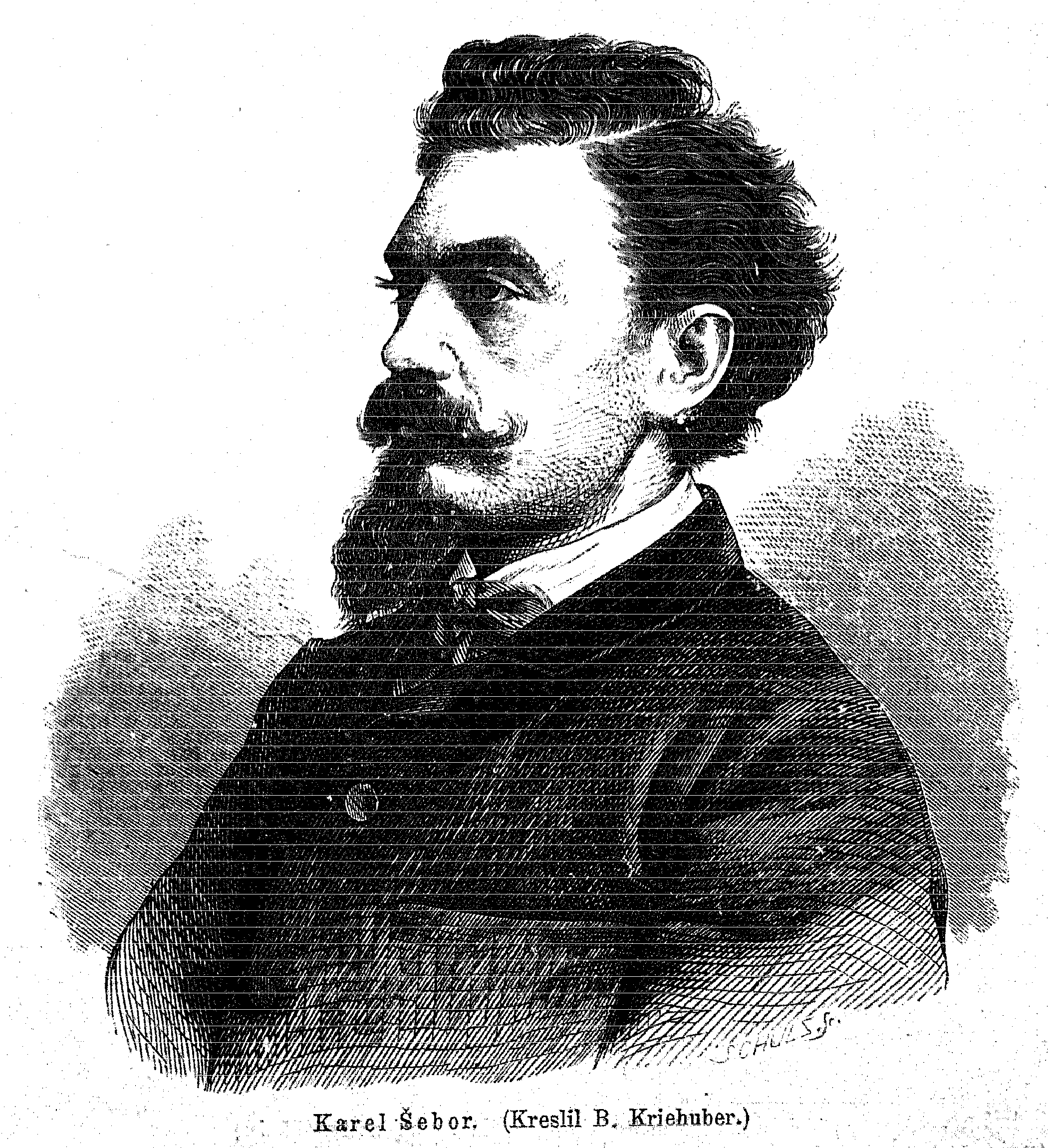
Karel Šebor (kresba B. Kriehubera)

Poslední a nejznámější opera Karla Šebora Zmařená svatba, vzniklá roku 1879, je jedním z českých hudebnědramatických děl vzniklých brzy po Smetanově Prodané nevěstě (1866) a podle jejího vzoru. Společná jim je romanticko-komická látka ze současné české či moravské vesnice, melodika inspirovaná českými lidovými písněmi a tanci s různou měrou hudební stylizace, jakož i poměrně skromné interpretační nároky odpovídající možnostem českého profesionálního i amatérského hudebního divadla 60. a 70. let 19. století. Do této řady oper patří vedle Šeborovy Zmařené svatby například Mikuláš Josefa Richarda Rozkošného, Starý ženich Karla Bendla, Zakletý princ Vojtěcha Hřímalého, V studni Viléma Blodka nebo Šelma sedlák a Tvrdé palice Antonína Dvořáka.
Libreto Zmařené svatby vzniklo původně roku 1875 v rodině politika Františka Ladislava Riegra. Ten tehdy požádal svou dceru Marii, aby napsala libreto komické opery pro domácí provozování. Jako námět jí navrhl d'Enneryho a Decourcellův vaudeville Le petit Pierre, který zřejmě zhlédl v době svého tříletého exilu v Paříži v letech 1849-1851 (kus měl premiéru 6. října 1949 v Théâtre des Variétés) a jehož libreto si donesl do Čech. Hudbu měl složit Mariin manžel a amatérský skladatel Václav Červinka, což se však nakonec nestalo. Marie Červinková-Riegrová libreto přeložila a podle otcových intencí přenesla jeho děj z napoleonské Bretaně na český venkov za italských válek (1859), navíc doplnila postavu vesnického dohazovače po vzoru Kecala z Prodané nevěsty. Původní název díla byl změněn na Vašek, později Divoký Vašek, a jména hlavních hrdinů (Vašek a Mařenka) sice připomínají hrdiny nejslavnější Smetanovy opery, jsou však současně křestními jmény manželů Červinkových.

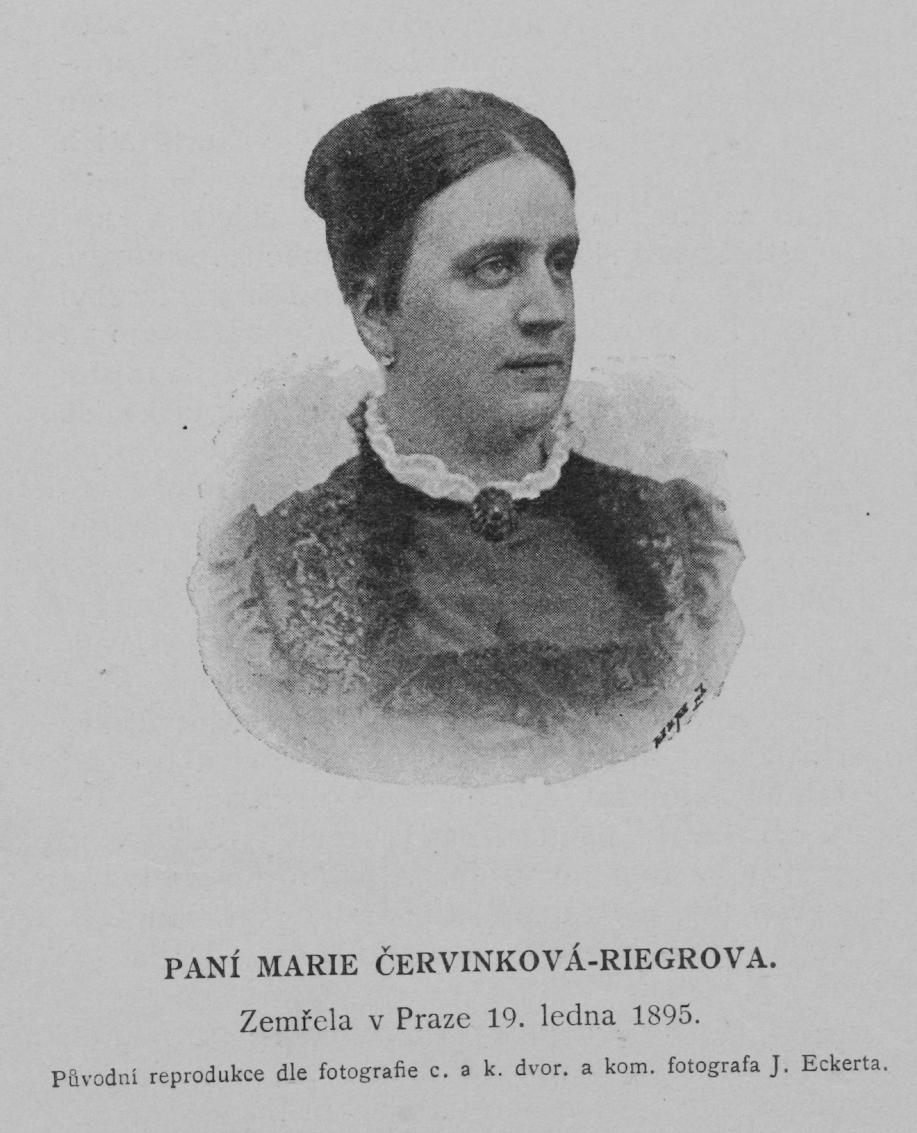
Libretistka opery Marie Červinková-Riegrová

V té době se Rieger obrátil s výzvou k napsání „národní“ opery na skladatele Karla Šebora, který slavil v 2. polovině 60. let v Prozatímním divadle řadu operních úspěchů, poté však odešel z Čech a živil se jako vojenský kapelník. Rieger litoval, že jeho talent leží ladem. Šebor byl nabídkou potěšen, z více nabízených látek si vybral jako podklad libreto Marie Červinkové, avšak z estetických důvodů žádal o některé změny, aby se příliš nepodobal Prodané nevěstě: „Jenom bych si přál, aby situace byly něžné, nikde ani v nejmenším na Sabinu neupamatovaly, abychom se konečně v hudebním ohledu do koncertů jiných národů míchati směli.“
F. L. Rieger si v průběhu kompozice nebyl jist, zda komické lidové téma Šeborově talentu vyhovuje, a pokoušel se i libreto získat zpátky. Jinak ovšem prosazoval své estetické stanovisko, známé z jeho sporu se Smetanou, totiž že národní hudba musí vycházet z nápodoby lidové písně, ba doporučoval Šeborovi případně využít i existující lidové nápěvy. S tím se však skladatel neztotožňoval: „Národní písně jsem vynechal, poněvadž nechci zavdati veřejné kritice příčinu, aby mně snad vytýkala, že jsem k tomuto prostředku proto sáhl, že jsem neměl dosti sám osobní inspirace.“ Na dřívější Šeborovu tíhnutí k velkooperním romantickým látkám upomínají rozsáhlá finále 2. a 3. dějství i velký podíl baletu, naopak ansámblů obsahuje partitura jen málo. Šebor v průběhu práce vypustil některé komické prvky, například plánovaný duet Václava a Toníka ve 3. dějství, a na související připomínky libretistky reagoval tím, že doporučil, aby se opera označovala při uvedení nikoli jako „komická opera“, ale jako „národní opera“. Přechody z mluvených částí ke zpěvu, jež byly pociťovány jako problematické, skladatel v řadě případů řešil využitím melodramu.
Česká (pražská) společnost vesměs vítala již předem návrat talentovaného skladatele, tento pocit vyjadřoval v tisku například Jan Neruda. Současně se však ještě před uvedením opery šířily pověsti o jejím protismetanovském pozadí. Přitom Smetanovo vlastní mínění o opeře bylo celkem příznivé, podle svědectví Marie Červinkové „Smetana s velmi přátelským interessem sledoval Šeborovu operu - býval ve zkouškách a partituru si prohlížel - chválil prý velmi tu operu a vůbec Šebora - že je to velký talent, - a jen mu vystavoval, že to měl trochu lépe propracovat - že to propracování, jak je, stačí jen na operettu a ne na operu.“
Premiéra díla se konala 25. října 1879 a sklidila značný úspěch. Autor byl po každém dějství vyvoláván, líbila se zejména taneční čísla, ale též árii Vy nevíte, jak nám teskno musela představitelka Mařenky Marie Sittová opakovat. Přestože opera nebyla vypravena příliš nákladně, po hudební stránce byla jejímu nastudování (které vedl Adolf Čech, Šebor dirigoval pouze premiéru) věnována velká péče. I zpěváci se úloh zhostili velmi dobře, vedle Sittové zejména slavný barytonista Josef Lev, který se pro Šebora exponoval ve vedlejší roli Vojty.
Dobová kritika skutečně přes autorovo snažení shledávala řadu podobností s Prodanou nevěstou, na níž Šeborova hudba „tu a tam v uchu vyvolává až nápadné reminiscence“, ale též klasika raného romantismu Webera, Donizettiho či Meyerbeera, naopak již z formy singspielu či operety s mluvenými dialogy byla dovozována opozice proti estetickým zásadám Richarda Wagnera. Václav Juda Novotný v Národních listech však neprokomponovanost v operním žánru označoval již za zastaralý rys a hodnocení „Šebor tvoří pouze z hudebního stanoviska“ bylo chápáno jako výtka nerespektování zásad hudebního dramatu. V tom smyslu nebyl Šeborův jinak chválený obrat k „národnímu“ slohu považován za dokonalý: „Strakatinu různých písní rázu národního, z nichž jednotlivé mnohou vynikají krásou melodickou či rytmickou, však nijak netvoří jednotnou stavbu, již nám předepisují zákony hudby dramatické.“ Vytýkány mu byly i prohřešky proti správné deklamaci, a to i přes rytmicky vhodně zpracované libreto. Přestože kritika vesměs nalézala slova pochvaly a povzbuzení pro talentovaného skladatele, Šeborovy „lehké melodie a čiperný rytmus v slohu písně národní“ u ní nenašly valné ocenění. Stejně jako u jeho ostatních oper byl nejvíce uznáván jeho talent rytmický a instrumentační, projevující se především v předehře a v tanečních scénách. Podobné dojmy si zaznamenala po návštěvě premiéry i libretistka: „veliká živost temp a tanců, ale melodie se občas opakuje, […] není v tom dost umírněnosti a celkovitosti - žádná zaokrouhlenosť a žádné stupňování, […] místy instrumentace trochu jednoduchá“.
Celkový názor dobové kritiky souzní s novodobým hodnocením Marty Ottlové: „žánr komické číslové opery s mluveným dialogem z vesnického prostředí mu [tj. Šeborovi] však nebyl blízký a záměr komponovat jednoduchou hudbu vedl zvláště v sólových písních někdy až k primitivnosti“. Také hudební vědec John Tyrrell tvrdí: „Výsledkem [Šeborovy snahy o lidový tón] je chudobou trpící partitura bez stopy elánu a znamenitosti jeho dřívějších oper. Záměrně lidově znějící čísla jsou zpravidla krátké pomalé valčíky, uboze jednoduché struktury beze všeho kouzla a důmyslu příznačných pro Smetanu.“
Šebora zjevný úspěch u obecenstva i poměrné příznivé kritické přijetí opery povzbudilo. Na radu kritiky i kapelníka Maýra se chystal převést mluvené dialogy na recitativy (jako to učinil o rok dříve Smetana v případě Dvou vdov) a napsat dodatečnou árii pro slavného barytonistu Josefa Lva, představitele Vojty. Stejně jako o deset let dříve, v roce 1869, však jeho nadšení narazilo na spory s vedením Prozatímního divadla, a to i přesto, že mu bylo opět nabízeno místo kapelníka. Vymínil si totiž, že každé desáté představení Zmařené svatby bude jeho beneficí (tedy osobním výtěžkem). Marie Červinková považovala tuto podmínku za „hloupou a neomalenou“, protože „to je ten nejlepší prostředek – aby se nedávala“. Ředitelství skutečně nechtělo v reprízách pokračovat, a i když Šebor ustoupil a spokojil se s každým třináctým představením, byla Zmařená svatba po desátém provedení stažena z repertoáru. Šebor už své plány na její doplnění neuskutečnil a stejně tak nakonec zastavil kompozici nové operu na libreto, které Červinková napsala v jemu bližším žánru velké historické opery: Dimitrij samozvanec. Operu později pod názvem Dimitrij zkomponoval Antonín Dvořák. Zmařená svatba zůstala jeho poslední operou.
Zmařená svatba byla profesionálně inscenována pouze třikrát: v letech 1879-1880 v Prozatímním divadle, následovala roku 1885 inscenace v Národním divadle v Brně a naposledy roku 1914 ve zpěvohře Divadla na Vinohradech pod vedením Ludvíka Vítězslava Čelanského. To bylo současně dosud vůbec poslední scénické nastudování některé z Šeborových oper. Jsou však doklady i o jejích představeních v kruhu amatérů.
Pověsti Zmařené svatby a celého Šeborova operního díla škodila již soudobou kritikou a zejména později Zdeňkem Nejedlým tradovaná představa, že vznikla s úmyslem zastínit Smetanovu Prodanou nevěstu; pro skutečnost, že opera vznikla s podporou rodiny F. L. Riegra, byla označována jako „staročeská Prodaná nevěsta“. Autograf prvního dějství partitury se ztratil za I. světové války a dvě čísla z prvního jednání chybí i v zachovaném dobovém opisu, takže opera dnes již není kompletní. Některá čísla byla vydána tiskem v klavírním výtahu a dosáhla jisté popularity. Několikrát byla vydána samostatně i předehra: naposledy ji v nové instrumentaci Bohuslava Leopolda vydal Orbis roku 1951.

## Osoby a první obsazení
| osoba                                                                         | hlasový obor | premiéra (25.10.1879) |
| ----------------------------------------------------------------------------- | ------------ | --------------------- |
| Vojta, kovář                                                                  | baryton      | Josef Lev             |
| Václav, voják, nazvaný divoký Vašek                                           | tenor        | Antonín Vávra         |
| Toník                                                                         | tenor        | Adolf Krössing        |
| Mařenka                                                                       | soprán       | Marie Sittová         |
| Baruška, neť Vojtova                                                          | soprán       | Marie Laušmannová     |
| Strýc Hovorka, družba                                                         | bas          | Karel Čech            |
| Vesničané, svatebčané, družičky a mládenci                                    |              |                       |
| Dirigent: Karel Šebor, režie: Edmund Chvalovský, choreografie: Marie Hentzová |              |                       |

## Děj opery
Děje se v Čechách za válek italských (kolem roku 1860).

### 1. dějství
(Náves) Z kovárny na vesnické návsi je slyšet bušení a zpěv kovářů (č. 1 – ouvertura a sbor Železu síla zmoci my známe). Mladý Toník zde vyhlíží Barušku (č. 2 – píseň K studánce pro vodu Baruška chodívá) – miluje ji i ona jeho, ale sňatek závisí na vůli kováře Vojty, Baruščina strýce, a ten ho dosud odmítá (č. 2a – duet O jak nás sužují, v lásce nám zbraňují).
K domu, kde žije panna Mařenka, přichází Vojta, který se o ni již dlouho uchází. Nerad vidí Toníka a Barušku spolu, ale Baruška je Mařenčina kamarádka a Toník její bratranec a za Vojtovo povolení k sňatku mu nabízejí, že se za něj u Mařenky přimluví a budou očerňovat Mařenčina dřívějšího nápadníka Václava.
Dotyčnou dívku přivádí Vojtův strýc Hovorka, působící jako jeho dohazovač (č. 3 – árie Vaše štěstí je hotovo, když se já do toho dám). Mařenka dala před sedmi lety své slovo Václavovi, když odcházel na vojnu, a proto se nechce zavázat jinému. Hovorka, Vojta, Toník a Baruška ji od tohoto uvažování společně zrazují: o Václavovi nikdo sedm let neslyšel, je jistě mrtev. A pokud ne, byl již dříve tak zlostný a prchlivý, že se mu ve vsi říkalo „divoký Vašek“, a vojna jej nepochybně zdrženlivosti nenaučila (č. 4 – kvartet Ta vojančina proklatá je věc).
Mařenka má také pocit, že by s Vaškem obtížně vycházela, ale on ji upřímně miloval a obětoval se za ni (č. 5 – árie Vy nevíte, jak nám teskno). Před sedmi lety zemřel Mařenčin otec po trapné nemoci, dluhy a neúroda dohnaly vdovu a sirotka do rukou exekutorům, a v té chvíli je Václav vyplatil pěti sty, jež obdržel za to, že se nechal naverbovat k vojsku. Mařenka mu za to musela slíbit, že na něj nezapomene, vyčká jeho návratu a pak se za něj vdá (č. 5a – árie Srdce mé dojaté hlubokou vděčností).
Hovorka jí však připomíná, že Vašek je nezvěstný od loňské bitvy, v níž byl téměř celý jeho pluk pobit, Vojta Mařenku prosí, aby myslela na jeho štěstí, a i Toníkův i Baruščin osud má váhající dívka v rukou (č. 6 – kvintet Štěstí naše v rukou máte). Mařenka tedy povoluje a dává Vojtovi slovo. Hovorka svolává vesničany na oslavu (č. 7 – finále, Hovorka a sbor A teď sobě zavejskneme).

### 2. dějství
(Selská světnice v Mařenčině domě) Baruška a družičky vinou věnce na Mařenčinu svatbu, tančí se (č. 8 – ouvertura, č 9 – polka, č. 10 – kolo). Melancholickou svatební píseň (č. 11 – sbor Vinem, vinem Mařence vínek poslední) vystřídají na Toníkovo vyzvání za veselejší (Když jsme přadly v zimní časy). Mařenku ale trápí svědomí (č. 11a – árie Úzkost svírá srdce moje). Baruška ještě naposledy uklidňuje Mařenku a přesvědčuje ji, že se Václav nevrátí, když náhle dávno oželený voják vstupuje do dveří. Zmiňuje dopis, jímž Mařence předem oznámil svůj návrat, a proto se domnívá, že slavné uvítání a výzdoba patří jemu. Mařenka je stěží schopna slova (č. 12 – duet Je mi jako v blahém snění). Ba i příchod svatebčanů si vykládá tak, že nevěsta již připravila jejich veselku. Teprve když jej vesničané vyvedou z omylu a Mařenka nedokáže Václavovi poskytnout vysvětlení, odkvapí propuštěný voják v hněvu a zoufalství (č. 13 – finále Strasti a trampoty nechť se zapomenou se zpěvem Václava Pozdrav Pán Bůh, přátelé… Ty lžeš, chlapče, nemůže to být).

### 3. dějství
(Náves) Toník přivádí před Mařenčin dům bohatý svatební průvod, zpívá se a tančí (č. 14 – introdukce, sbor Už jedou muziky, už jedou k nám, Toníkova píseň Kam jsi se, má milá, kam jsi se ukryla na tanec dupák, Baruščina píseň Mládenci spánilí, vdávat se nebudu na tanec skočnou a pastorela družby Hovorky Za vašimi okny roste z růže květ). Ale ani tento nátlak nepomáhá, Mařenka se zavřela a odmítá si Vojtu vzít, ledaže se jí Václav výslovně zřekne. Hovorka hodlá všechno zařídit, mimo jiné tím, že pověří Toníka, aby vznětlivého Václava před Mařenkou vyprovokoval k zuřivosti (č. 17 – melodram a ansámbl Hovorky, Toníka, Barušky, Vojty a sboru To je rána, to je mela). Avšak když se Václav dostaví na schůzku, o niž ho Mařenka požádala, dokáže se před Toníkovými urážkami ovládat, dokud nepřijde Mařenka a všechny ostatní nevykáže, aby mohla s Václavem promluvit o samotě.
Hovoří s ním s plnou vážností. O jeho příjezdu nevěděla, dopis – ač jí to Václav nevěří – nedostala. Ale je ochotna splnit svůj slib a vdát se za něj, musí si však být vědom, že její srdce patří a bude patřit jinému. Za této situace se jí zklamaný a zdrcený Václav vzdává (č. 18 – duet Předně chci vám říci, pane). Když odejde, je Mařenka dojata a nerozumí svým citům; budí se v ní láska k Václavovi. Když se Vojta přijde poptat na výsledek rozmluvy, žádá od něj nevěsta pět set zlatých, aby mohla Václavovi splatit dluh. Vojtovo počáteční zdráhání nepříznivě porovnává s dávnou Václavovou obětavostí, peníze však přijímá (č. 19 – melodram)
Václav se přichází rozloučit. Mařenka jej zadržuje: má pro něj ještě dopis od své nebožky matky a peníze. Václav je přijímá důstojně, ale s hořkostí a po chvíli si s nimi furiantsky zapálí dýmku. Mařence pak říká, že její matce peníze daroval a nežádal se je zpátky, ale od ní se nadál jiného přijetí. Teprve v této chvíli Baruška přináší opožděný dopis, který Václav poslal ze zajetí. Ten rozhodne o Mařenčiných citech (č. 20 – duet Můj Václave, hle psaní tvé!... O jaké kouzlo tajemné) a i Václava přejdou výčitky. Šťastnému shledání však hrozí komplikace. Vrací se Vojta a Hovorka. Václav vyzývá Vojtu k souboji o Mařenku, ale ten nejprve žádá zpět své (spálené) peníze.
Přicházejí svatebčané a jsou konfrontování s novou situací. Dávají Vojtovi za pravdu: na souboje se na venkově nehledí, ale chce-li Václav Vojtovu nevěstu, ať mu vrátí oněch pět set zlatých. Václavovi nezbývá než se znovu chystat k odchodu. Mařenka ale málem zapomněla odevzdat mu matčin list, který, jak se ukáže, obsahuje uspořených pět set zlatých. Nyní mohou být Vojtovi vráceny a Václav se na něm dožaduje i slíbeného souboje. Z něj se Vojta vyplatí až slíbením věna Toníkovi a Barušce. Vojta a strýc Hovorka byli ošáleni, vesničané se jim vysmívají a oslavují znovuspojený pár (č. 21 – finále Vracíme se v radování… Pět set zlatých znenadání… Jak radostné okamžení… Vaše počty jsou zklamané).

## Nahrávky
Celková nahrávka Zmařené svatby dosud nebyla pořízena. Předehru nahrál Československý rozhlas v Plzni roku 1954 (dir. Antonín Devátý) a tuto nahrávku vydal Radioservis, a.s., roku 2015 na CD „Česká romantická opera“ (CR0782-2).